# Hugh Gough, 1:e viscount Gough

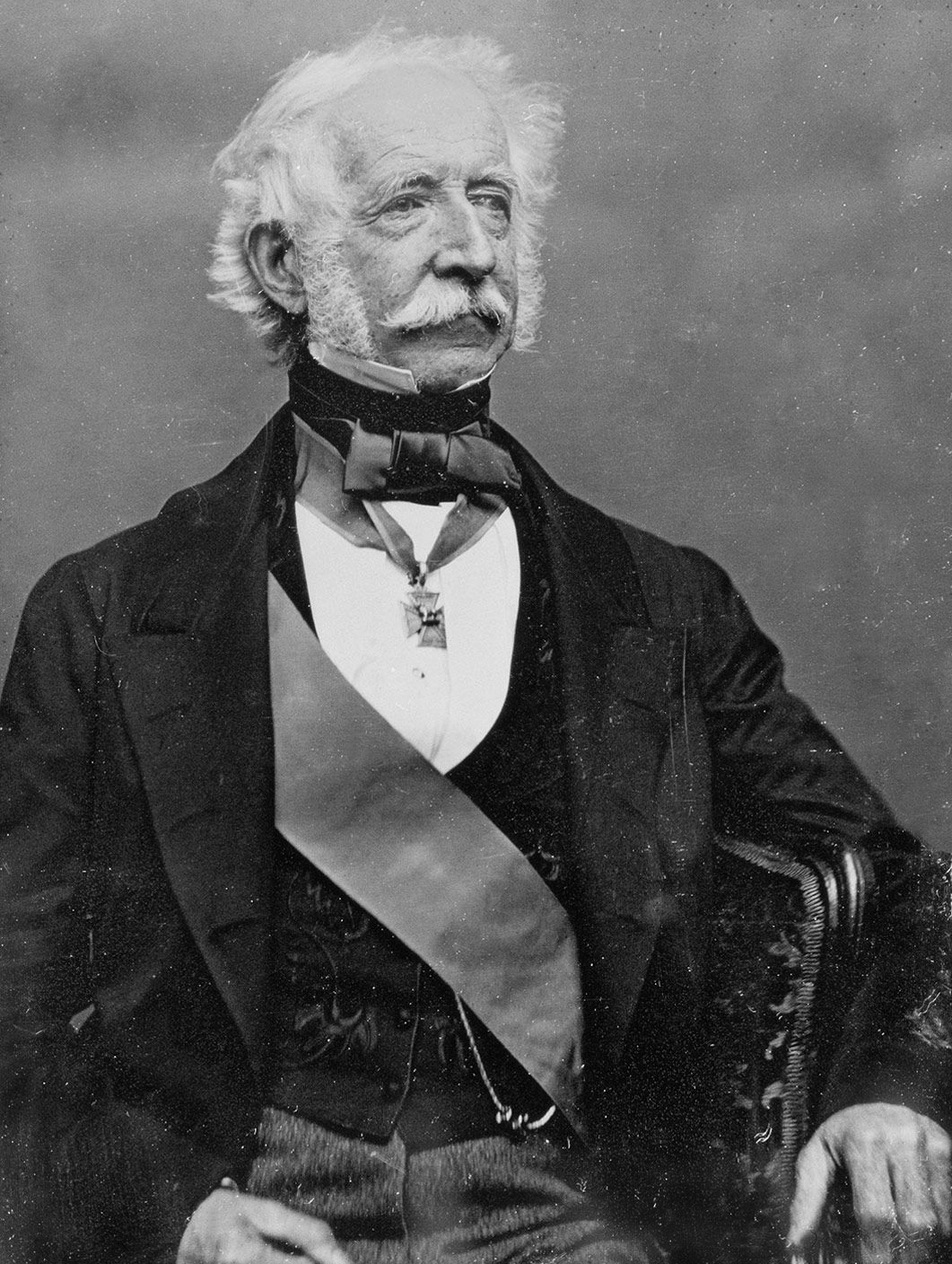
Lord Gough.

Hugh Gough, 1:e viscount Gough, född 3 november 1779 i Limerick, död 2 mars 1869 i Booterstown, var en brittisk fältherre. 
Gough inträdde 1794 i armén, vari han 1809 deltog i fälttåget på Iberiska halvön, där han särskilt utmärkte sig i slagen vid Talavera (1809) och Barossa (1810). Gough erhöll 1815 knight-värdighet, befordrades 1830 till generalmajor och fick 1841 överbefälet i kriget mot Kina. Där utmärkte han sig så, att han efter freden utnämndes till baronet och generallöjtnant (1842) samt till befälhavare över trupperna i Ostindien (1843). 
Gough besegrade samma år maratherna vid Maharajpore och sikherna vid Mudki (1845) och slaget vid Sobraon (1846), vilka bedrifter medförde hans kreering till pär (baron Gough, 1846). Under 1849 års fälttåg mot sikherna förde han befälet i den blodiga striden vid Chillianwallah (13 januari), upprev fullständigt sikhernas här vid Gujrat (21 februari) och införlivade kort därefter Punjab i det brittiska imperiet. Samma år upphöjdes han till ”viscount Gough av Goojerat och Limerick”. År 1862 utnämndes Gough till fältmarskalk.